# Atemnus hamiensis
Espèce
Atemnus hamiensis est une espèce de pseudoscorpions de la famille des Atemnidae.

## Distribution
Cette espèce est endémique du Xinjiang en Chine.

## Étymologie
Son nom d'espèce, composé de hami et du suffixe latin -ensis, « qui vit dans, qui habite », lui a été donné en référence au lieu de sa découverte, la préfecture de Hami.

## Publication originale
- Zhao, Gao & Zhang, 2020 : « Two new Atemnus species (Pseudoscorpiones: Atemnidae) from Xinjiang, China. » Zootaxa, no 4869(2), p. 264-274.